# Fundacja Monumentum Iudaicum Lodzense
Fundacja Monumentum Iudaicum Lodzense – ul. Pomorska 18 w Łodzi. Powstała z inicjatywy Arnolda Mostowicza. Fundacja podejmuje różnorodne działania służące ratowaniu i ochronie dorobku kultury Żydów łódzkich oraz przywracaniu i utrwalaniu pamięci o nich. Od początku działalności szczególną troską został objęty, największy w Europie, łódzki cmentarz żydowski przy ulicy Brackiej. W starej części cmentarza wytyczono, oczyszczono i oznakowano tablicami informacyjnymi, aleje i ulice.

## Działalność
W 1998 roku z dotacji otrzymanej z Fundacji Polsko-Niemieckiej rozpoczęto prace konserwatorskie przy grobowcu rodziny Jarocińskich, które zakończono w 2002 roku. Z tych samych środków wykonano też prace zabezpieczające mauzoleum rodziny Sielbersteinów. W 2004 roku rozpoczęto prace zabezpieczające, które są pierwszym etapem robót konserwatorskich przy mauzoleum rodziny Poznańskich. Natomiast, z dotacji otrzymanej od rządu polskiego w 2000 roku, wykonano mur ogrodzeniowy od strony ul. Zagajnikowej.

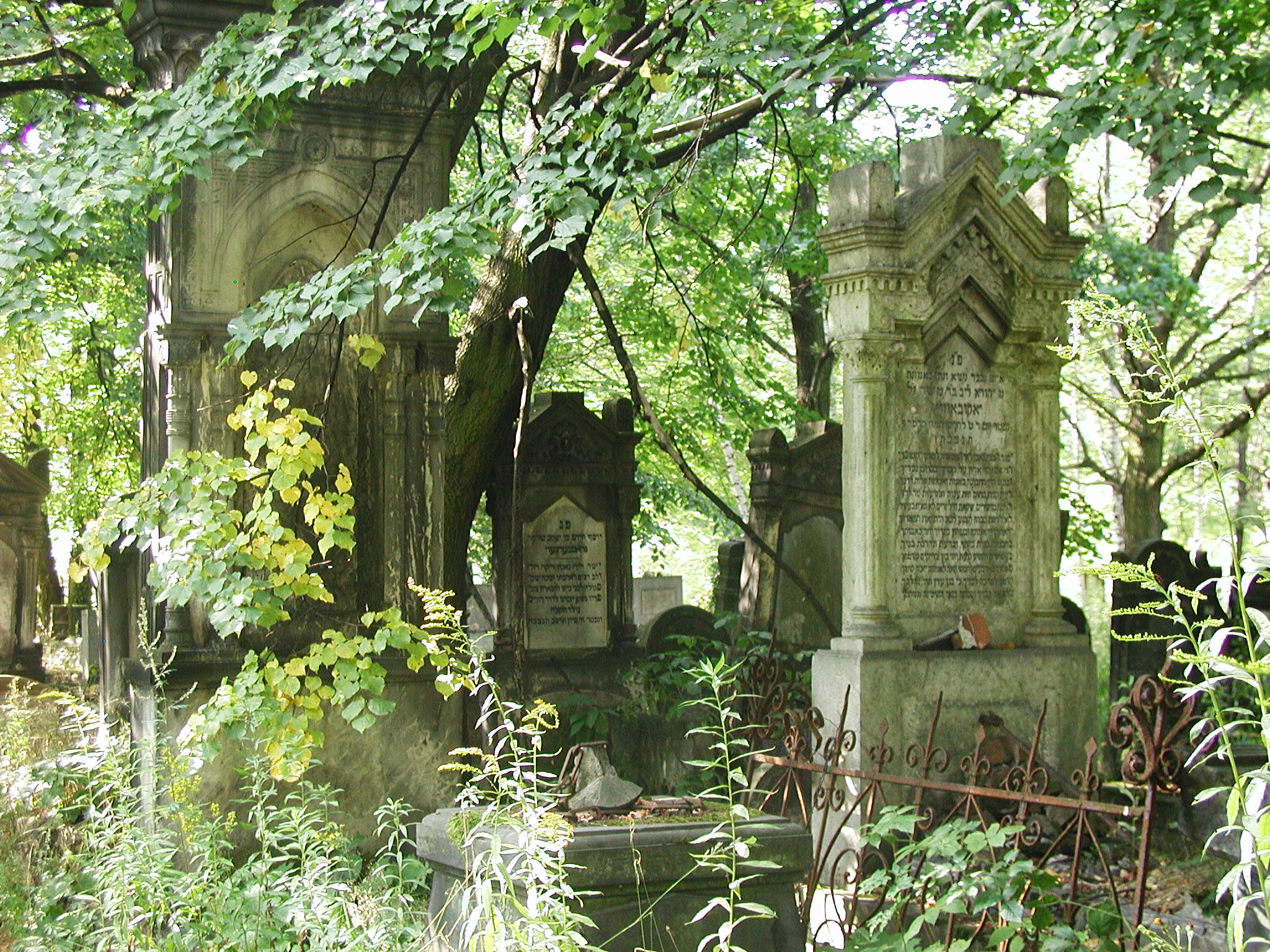
Macewy

Ze środków gromadzonych przez fundację, a otrzymywanych od Gminy Wyznaniowej Żydowskiej w Łodzi, konserwatora zabytków Urzędu Miasta Łodzi, Związku Łodzian w Izraelu, Jehudy Widawskiego z Tel Awiwu oraz innych  darczyńców, prowadzone są na cmentarzu prace porządkowe, które mają na celu czyszczenie kwater z zarastającej je roślinności oraz prace restauratorskie poszczególnych obiektów o wyjątkowej wartości historycznej i artystycznej. Fundacja inicjuje i poszukuje sponsorów na projekty badawcze i popularyzatorskie związane z łódzkim cmentarzem żydowskim.
Dzięki dotacji Josefa Buchmanna z Frankfurtu n. Menem, w 2005 roku utworzono komputerową bazę danych osób pochowanych na cmentarzu żydowskim przy ul. Brackiej, a jej wydruk przekazano Gminie Wyznaniowej Żydowskiej w Łodzi. Z tych środków tworzony jest również portal internetowy cmentarza, na którym można odnaleźć informacje o miejscu pochówku poszukiwanej osoby.
W 2004 roku dzięki wsparciu Michaela Traisona i innych darczyńców fundacja postawiła macewy na grobach osób szczególnie zasłużonych, a zmarłych w getcie łódzkim.
W tym samym roku, wspólnie ze Związkiem Łodzian w Izraelu i byłymi wychowankami Gimnazjum Józefa Aba, odrestaurowano zdewastowane całkowicie obejście grobowe jego rodziny. Macewę ufundował Jan Potz.
Z pomocą finansową miejskiego konserwatora zabytków i prywatnych darczyńców, również w 2004 roku, na zewnętrznej stronie muru cmentarza, zaczęto tworzyć lapidarium z macew, które zostały zdjęte z części cmentarza, zabranego pod rozbudowę ul. Zagajnikowej. Prace przy lapidarium są kontynuowane.

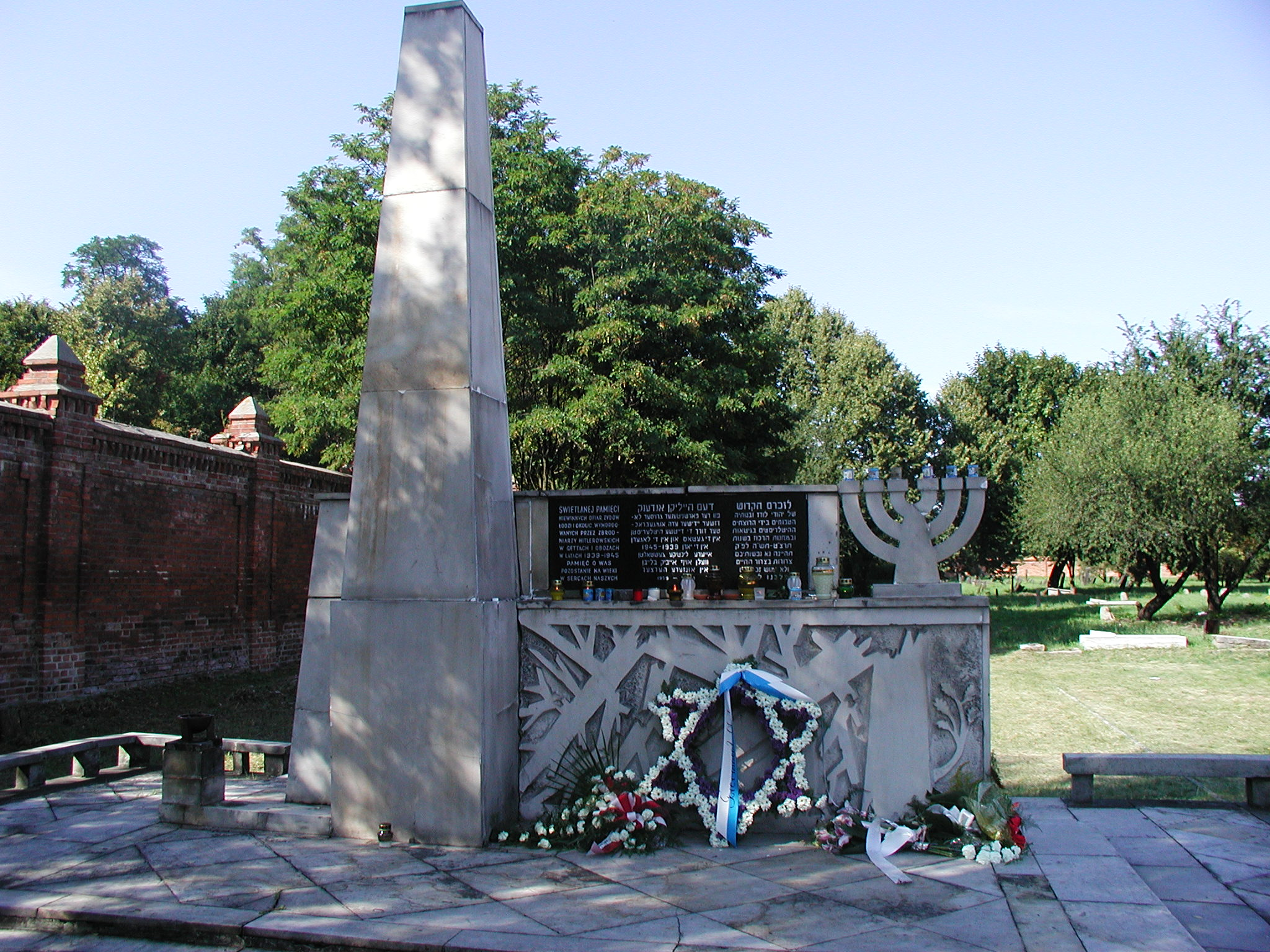
Pomnik ofiar getta łódzkiego

Najważniejszym celem działań fundacji w 2004 roku był udział w organizacji obchodów 60. rocznicy likwidacji getta łódzkiego. Na cmentarzu uporządkowano znaczną część Pola Gettowego, postawiono obelisk upamiętniający zagładę Żydów łódzkich oraz rozpoczęto wytyczanie i znakowanie kwater tej części cmentarza. Te prace również są kontynuowane. Na podstawie dokumentacji wykonanej przez fundację, żołnierze Cahalu (armii izraelskiej), wykonali i podczas swoich wizyt w Polsce w 2005 roku, ustawili 400 tabliczek imiennych na grobach pochowanych tam osób, deklarując kontynuację rozpoczętej pracy.
Fundacja przyczyniła się także do powstania w Muzeum Miasta Łodzi (1999) gabinetu pamięci prof. Jana Karskiego, wybitnego łodzianina, kuriera i emisariusza, który w czasie okupacji niemieckiej kilkakrotnie przewoził do Francji i Wielkiej Brytanii raporty polskiego podziemia dla władz RP na uchodźstwie oraz alarmował organizacje żydowskie w USA o zagładzie Żydów, która dokonywała się wówczas w okupowanej Polsce.
W roku 2004 fundacja współpracowała z Muzeum Tradycji Niepodległościowych przy organizowaniu wystawy poświęconej likwidacji getta łódzkiego oraz z Muzeum Kinematografii (ufundowanie jednej z nagród dla Ogólnopolski Festiwal Mediów Człowiek w Zagrożeniu) i Festiwalem Dialogu Czterech Kultur. W 2005 roku fundacja zorganizowała koncert muzyki klezmerskiej w ramach akcji Kolorowa Tolerancja i występ kantora Bencjona Millera z okazji Dnia Holokaustu.
Fundacja czynnie odpowiedziała na apel Instytutu Tolerancji, wspomagając młodzież przy zamalowywaniu antysemickich napisów na budynkach i murach oraz podczas akcji Malujemy Granice Getta (2004), przekazując młodzieży zakupioną w tym celu farbę.
Wśród podejmowanych przez fundację zadań, istotne miejsce zajmuje również popularyzacja historii łódzkiej społeczności żydowskiej. Wśród ważniejszych publikacji, które ukazały się dzięki przy wsparciu finansowym fundacji, bądź współpracy z nią, znajdują się tak znaczące tytuły jak: Polacy, Niemcy, Żydzi w Łodzi pod redakcją prof. dr Pawła Samusia oraz Getto łódzkie. Vademecum autorstwa Juliana Baranowskiego i album Żydzi łódzcy.
W 2004 roku Fundacja wspólnie z Archiwum Państwowym w Łodzi i Oficyną Bibliofilów wydała publikację Żydzi wiedeńscy w getcie łódzkim, autorstwa J. Baranowskiego. W 2005 roku, z okazji rocznicy śmierci, wydano druk okolicznościowy poświęcony Arnoldowi Mostowiczowi, występując jednocześnie do Rady Miejskiej w Łodzi o nazwanie jego imieniem ulicy prowadzącej do Parku Ocalałych. Fundacja wystąpiła z wnioskiem o nadanie nazw nowo powstającym ulicom, proponując na patronów Józefa Aba, pedagoga zmarłego w getcie łódzkim i Abrama Cytryna, młodego poety zamordowanego w Oświęcimiu-Brzezince (Auschwitz-Birkenau) w 1944 roku.

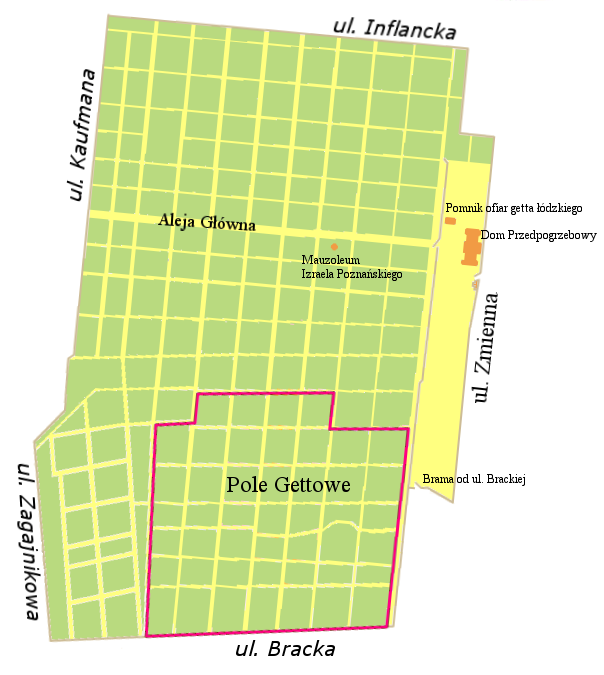
Mapa Cmentarza Żydowskiego

Oprócz działań własnych Fundacja wspiera inicjatywy osób trzecich. Między innymi, udziela pomocy fundatorom tablic pamięci na murze cmentarza przy ul. Brackiej (poświęconych bliskim, których grobów nie można odnaleźć, bądź zamordowanych w obozach). Pomaga odnaleźć ślady korzeni, potomkom łódzkich Żydów. Uczestniczy też przy organizacji pobytu znamienitych gości w Łodzi, m.in. ambasadora Stanów Zjednoczonych w Polsce Wiktora Ascha oraz burmistrza Tel Awiwu – Rona Chuldaja.
Ukończenie prac porządkowych, rozpoczętych w 2004 roku na części cmentarza zwanej Polem Gettowym, gdzie chowano zmarłych w getcie łódzkim, jest podstawowym zadaniem, podobnie jak stworzenie pełnej dokumentacji fotograficznej zachowanych nagrobków, które niszczy upływ czasu oraz przyroda, a także stworzenie nowego aktualnego planu cmentarza z podziałem na kwatery i ich właściwe oznakowanie, które pozwoli na ustalenie lokalizacji każdego poszukiwanego grobu.